# Sous-préfecture de Mooca
La sous-préfecture de Mooca est l'une des 32 sous-préfectures de la municipalité de São Paulo. Elle comprend six districts : Água Rasa, Belém, Brás, Mooca, Pari et Tatuapé, qui représentent ensemble une superficie de 35,2 km2 et sont habités par plus de 305 000 personnes.
La sous-préfecture de Mooca et les autres sous-préfectures de la municipalité de São Paulo ont été créés pour faciliter et améliorer l'administration de la municipalité.
Le district de Mooca est situé dans la zone est de la ville de São Paulo et l'arrondissement est situé au Clube da Cidade Mooca (Centro Esportivo e Educacional da Mooca), à rua Taquari, 549.

## Histoire
Le quartier a eu ses débuts en 1556, lorsque les prêtres sont arrivés au lieu. D'abord, l'environnement était rural et servait de passage vers la côte, pour les pionniers et les jésuites. Le paysage change avec les mouvements d'immigration, jusqu'à ce qu'en 1870, la scène ferroviaire et industrielle commence à se renforcer dans la région. Deux décennies plus tard, Mooca, avec les quartiers voisins (Bixiga, Bom Retiro et Brás) est devenu un quartier entièrement industriel, où les résidences étaient réservées aux employés qui y travaillaient. Des industries telles que Cervejaria Bavária et Companhia Antarctica y sont déjà passées.
En raison de ces aspects, Mooca est devenu le quartier le plus peuplé de la ville de São Paulo à cette époque. Les immigrants italiens constituaient la majeure partie de la population.
En plus de l'immigration et du biais ferroviaire et industriel qu'elle entraîna, en 1876, la région de Mooca se dote d'une option de loisirs. Rafael Paes de Barros, propriétaire de nombreux terrains dans la région, a inauguré le Clube Paulista de Corrida de Cavalo (actuel Jockey Club). L'endroit était fréquenté par les plus grands noms de la scène de Café, qui y pariaient beaucoup d'argent sur les chevaux. Quelque temps plus tard, pour desservir toutes les personnes qui se rendaient au Club, la ligne de tramway Mooca-Centro a été créée.

### Dates importantes[2]
- 1556 : Construction du pont sur la rivière Tamanduateí et début du quartier.
- 1870 : Le grand mouvement d'immigration et d'installation de grandes usines commence. La période a duré 20 ans.
- 1876 : Fondation du Clube Paulista de Corrida de Cavalos.
- 1877 : Inauguration de la ligne de tramway Mooca-Centro.
- 1914 : Inauguration de la paroisse la plus traditionnelle du district : la paroisse de San Gennaro.
- 1925 : Fondation du Clube Atlético Juventus, à ce jour l'un des spots les plus célèbres du district.
- 1952 : Inauguration du Théâtre Arthur Azevedo
- 1980 : Avenue Paes de Barros, l'une des plus célèbres de la région, est la première de la ville à disposer d'une voie réservée aux bus.

## Actuellement
Au fil des ans, Mooca a connu une croissance verticale. Des bâtiments résidentiels ou commerciaux s'installent dans la région.
Aujourd'hui, Paulo Sérgio Criscuolo, ingénieur civil, administrateur d'entreprise et avocat, est responsable de la sous-préfecture de Mooca. En plus d'être homme politique, Sérgio est conseiller du Clube Atlético Juventus.

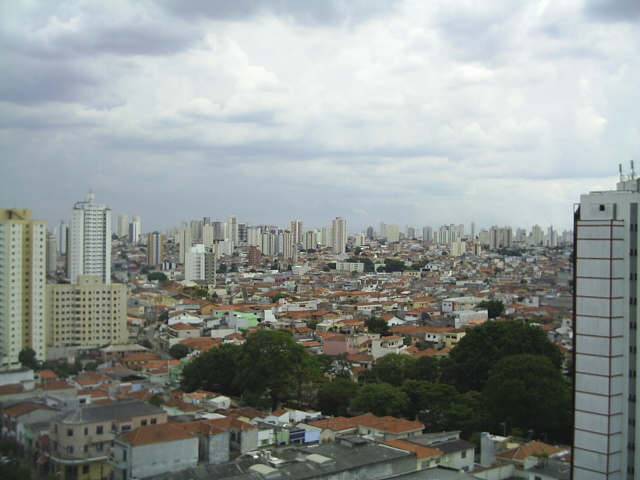
Une partie des quartiers de Tatuapé, Água Rasa et Mooca vus de Tatuapé.
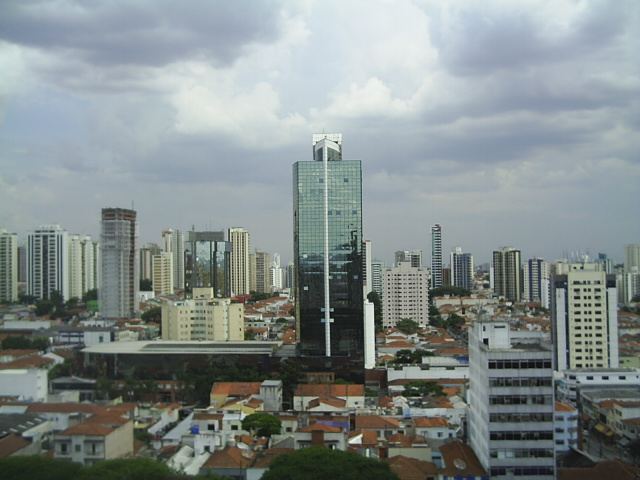
District de Tatuapé.
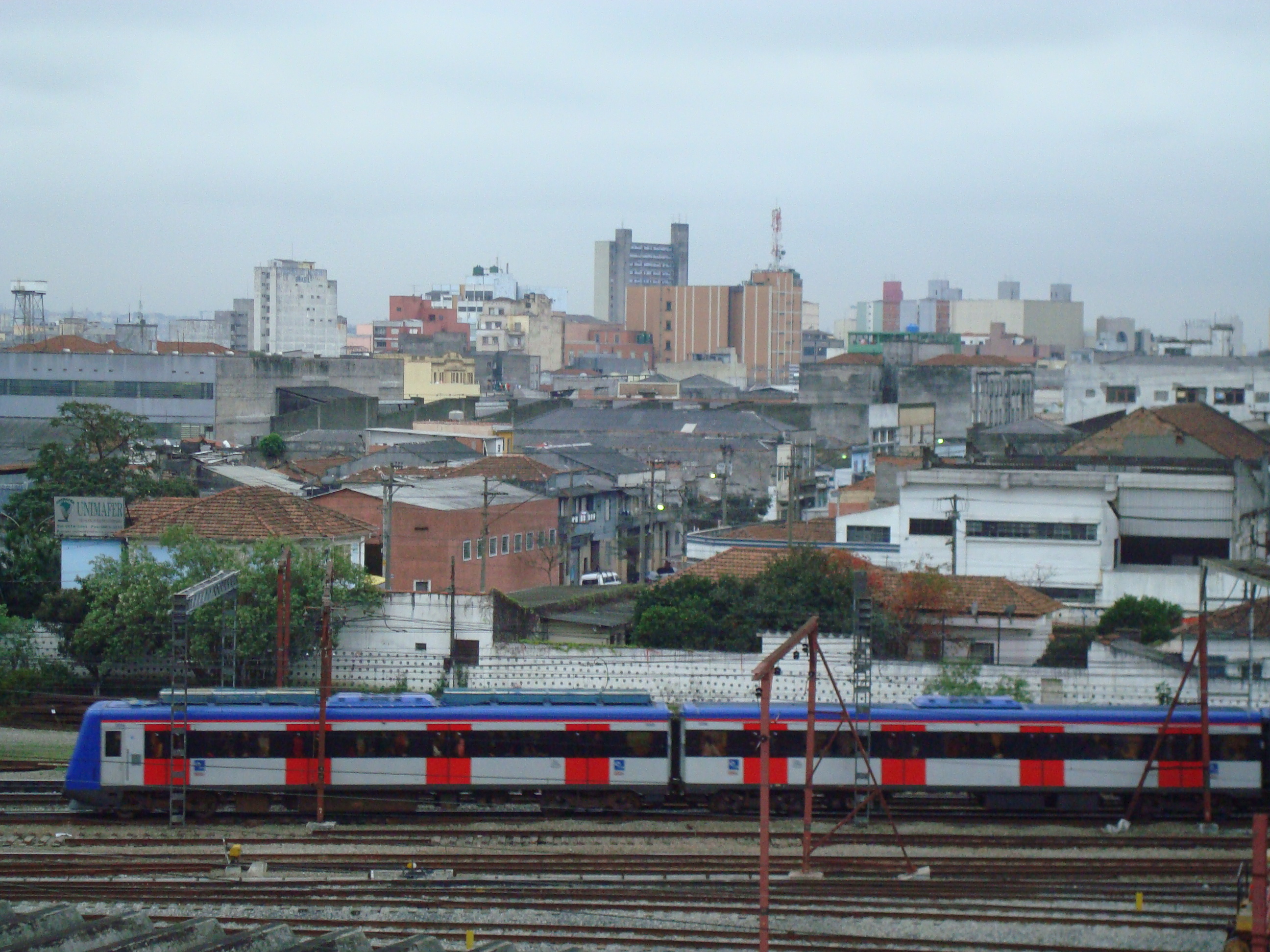
Quartier du Brás.

### District d'Água Rasa
- IDH : 0,886 - élevé (31°)
- Superficie : 6,9 km²
- Population : 78 556
- Quartiers principaux : Água Rasa, Alto da Mooca, Jardim Itália et Vila Leme

### District de Belém
- IDH : 0,897 - élevé (26e)
- Superficie : 6 km²
- Population : 36 283
- Quartiers principaux : Belenzinho, Catumbi, Chácara Tatuapé et Quarta Parada

### District de Brás
- IDH : 0,868 - élevé (38°)
- Superficie : 3,5 km²
- Population : 29 265
- Quartiers principaux : Brás

### District de Mooca
- IDH : 0,909 - très élevé (22e)
- Superficie : 7,7 km²
- Population : 63 133
- Quartiers principaux : Hipódromo, Parque da Mooca et Mooca

### District de Pari
- IDH : 0,863 - élevé (43°)
- Superficie : 2,9 km²
- Population : 17 299
- Quartiers principaux : Canindé

### District de Tatuape
- IDH : 0,936 - très élevé (14e )
- Superficie : 8,2 km²
- Population : 75 481
- Quartiers principaux : Tatuapé, Vila Azevedo et Vila Gomes Cardim